# Let L-200

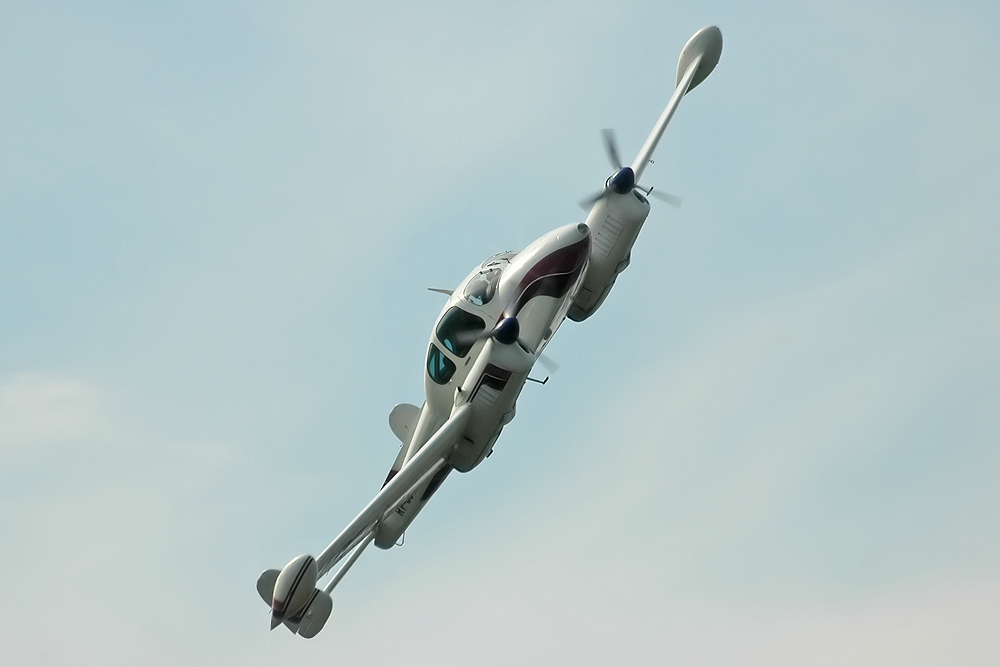
バンクをとるLet L-200D モラヴァ

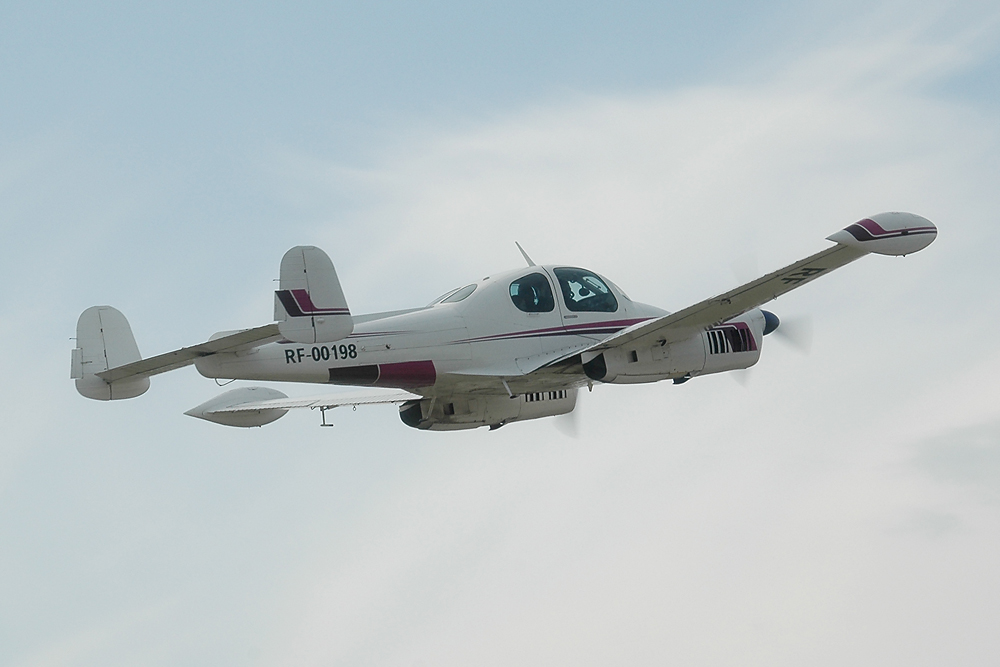
Let L-200D モラヴァ

Let L-200 モラヴァ
ポーランド航空博物館のL-200A 救急搬送機
- 用途：多用途機
- 製造者：LETクノヴィツェ
- 初飛行：1957年4月9日
- 生産数：367機
- 生産開始：1957年

Let L-200 モラヴァ（Let L-200 Morava）は、1960年代にチェコスロバキアのLETクノヴィツェで設計、製造された双発のツーリング、小型旅客機である。

## 開発
クノヴィツェ（Kunovice）のLet（1957年から1968年まではSPP）工場は1950年代にアエロ社からのライセンス生産で双発ツーリング機のアエロ Ae-45を製造していた。
1955年に新設された（Ladislav Smrček）に率いられた製造局は、独自のより近代的な5座席ツーリング機を設計することを決めた。この機は当初新しい210 hpを発生するM-337エンジンを使用することに決まっていたが、この新エンジンの準備はまだできていなかった。このため試作機には低出力の160 hpを発生するヴァルター マイナー 6-IIIエンジンが装着された。
XL-200 (OK-LNA)と名付けられた最初の試作機は1957年4月9日に初飛行し、続いて試作2号機 (OK-LNB)と静止テスト用の機体が造られた。機体は流麗で引き締まったラインで構成されていた。同じ年に量産前モデルのL-200が10機製造された。その中の1機はまだ評価試験中であったが、この機は成功作であり量産が決定された。L-200の内1機がM-337エンジンを搭載したL-200A型の試作機に改装された。変更点は僅かで、ほぼ新規の2枚ブレードのV-410 プロペラ、コックピットの位置を43 mm下げ、尾翼の形状を改良しエンジンナセルが延長されていた。この機は1959年に完成し、同年7月のパリ航空ショーに展示された。M-337エンジンが搭載された後の1959年秋には評価試験が実施中であったが翌年7月には成功裏に終了した。L-200Aの最初の量産機は1960年2月に初飛行した。
L-200BとCは製造されず、2番目の量産型はソビエト連邦のアエロフロートの要求に応じて改変されたL-200Dであった。このモデルは直径の小さい3枚ブレードのV-506プロペラを装着し、防塵フィルターなどの小さな改良が図られており、より統合的な航法機器も取り付けられていた。L-200Dの試作機（OK-NIA）は1960年にL-200Aの試作機から改装され、1961年から1963年にかけてテストされた。
1964年までに3機の試作機と197機のL-200D（L-200D に改装された8機のL-200AとL-200Aの試作機を含む）を含む総計367機のL-200が生産され[1]、5機がユーゴスラビアのLibis社で部品から組み立てられた。
更なる派生型は6座のL-210（L-201としても知られる。登録記号 OK-PHB）は、1966年に1機のL-200Dから改造され245 hpを発生するM-338エンジンを装備していたが航空会社からの注文は無く生産されなかった。

## 運用

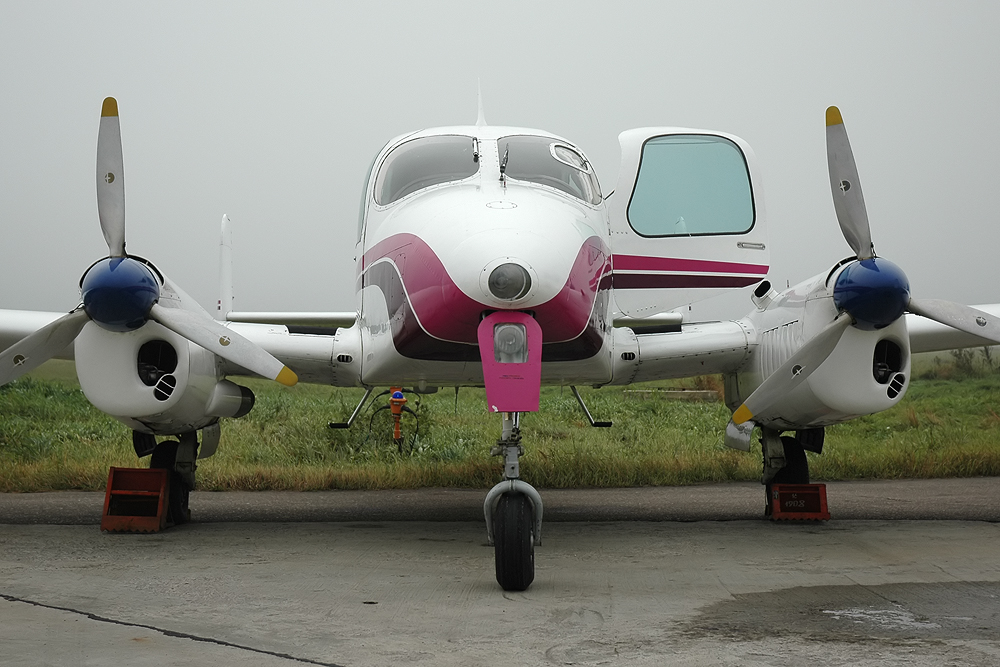
Let L-200D モラヴァ クビンカ空港にて

量産前モデルのL-200がテストのために、5機がチェコスロバキアのアグロレト航空に、2機がチェコスロバキア空軍に、2機がソビエト連邦のアエロフロートに提供された。
L-200をエアタクシーとして使用したアエロフロートは68機のL-200Aと113機のL-200Dを使用したモラヴァの最大の単一ユーザーであり、 1966年に最後の機体を受領した。しかし1970年代にソビエト連邦は、これらを自国の航空機に代替することにより売却するか退役させた。
チェコスロバキアでは約100機のモラヴァがSvazarm航空クラブ（約50機）、アグロレト航空（1969年からスロブ航空）、チェコスロバキア航空（45機）やスコダ社のような企業といった民間で使用された。20機（内16機がL-200A[1]）がチェコスロバキア空軍で練習機として使用され、約50機がポーランドに販売されて主に救急搬送と飛行クラブで使用された。その他数カ国に数機ずつのモラヴァが販売された。
144機のL-200Aが15カ国に販売され、それらはオーストラリア、アルゼンチン、キューバ、ハンガリー、西ドイツ、イギリス、エジプト、インド、イタリア、ポーランド、南アフリカ共和国、ソビエト連邦、ユーゴスラビアの国々で使用された。
L-200Dはブルガリア、キューバ、エジプト、フランス、ハンガリー、東ドイツ、イギリス、インド、インドネシア、イタリア、ポーランド、スイス、スウェーデン、ソビエト連邦、ユーゴスラビアへ輸出された。
少数のモラヴァが主にチェコ、スロバキア、ポーランドで現在（2008年時点）も使用されている。

## 要目
（L-200A）
- 乗員：1名
- 乗客：4名
- 全長：8.61 m
- 全幅：12.31 m
- 全高：2.25 m
- 翼面積：17.28 m²
- 空虚重量：1,275 kg
- 運用重量：1,950 kg

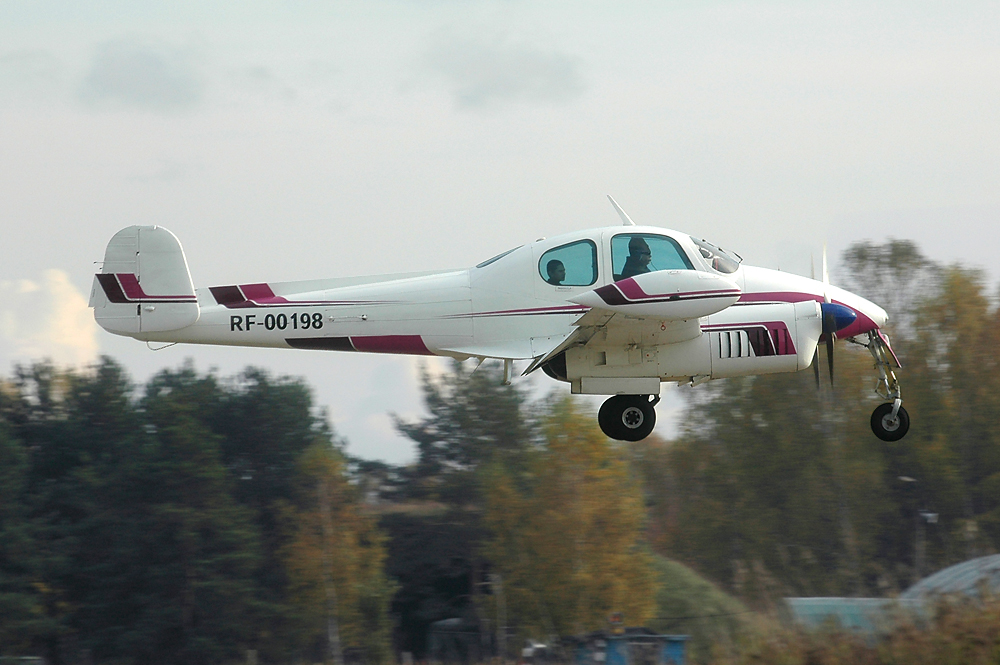
着陸態勢のLet L-200D モラヴァ

- エンジン：2 × ヴァルター M337 空冷 直列レシプロエンジン, 210 hp (154 kW)
- 最大速度：310 km/h
- 巡航速度：285 km/h
- 巡航高度：6,100 m
- 航続距離：1,900 km